# Jewgienij Płotnikow
Jewgienij Płotnikow (ur. 6 września 1972) – były rosyjski piłkarz, grający na pozycji bramkarza. Zawodnik Kubania Krasnodar i Dinama Moskwa. Obecnie w sztabie szkoleniowym klubu Dinamo Moskwa – jako trener bramkarzy.